# Alosa volgensis
Alosa volgensis es una especie de pez de la familia Clupeidae en el orden de los Clupeiformes.

## Morfología
Los machos pueden alcanzar 35 cm de longitud total.

## Reproducción
Los huevos son pelágicos.

## Alimentación
Come una amplia gama de zoo plancton (por ejemplo, crustáceos) y pececillos.

## Distribución geográfica
Se encuentra en Europa: Rusia.